# Hurt
『Hurt』（ハート）は、Syrup16gの8枚目のアルバム。

## 解説
2008年にリリースされたフルアルバム『Syrup16g』を最後にバンドは解散したが、その後6年を経た2014年6月に再結成を発表。その2カ月後には音源リリースとなった。
この話題性もあって、本作はSyrup16gのアルバムとしては初めてオリコンチャートTOP10入りを果たしている。
本作に収録された楽曲は全て書き下ろしの未発表曲のみで構成されており、そのうち「メビウスゲート」など一部の曲を除いて再結成＆リリース記念ツアー『再発』においてライブ初披露となった。
解散前の2008年頃までライブで演奏されていた楽曲や、2013年に行われた「生還」ライブの為に作られた新曲はいずれも本作に未収録となっている。
これらのライブ演奏された楽曲の一部は後に3年後の『delaidback』に収録されている。

## 収録曲
| #   | タイトル                           | 作詞     | 作曲     | 時間 |
| --- | ---------------------------------- | -------- | -------- | ---- |
| 1.  | 「Share the light」                | 五十嵐隆 | 五十嵐隆 | 5:23 |
| 2.  | 「イカれた HOLIDAYS」              | 五十嵐隆 | 五十嵐隆 | 5:29 |
| 3.  | 「Stop brain」                     | 五十嵐隆 | 五十嵐隆 | 4:17 |
| 4.  | 「ゆびきりをしたのは」             | 五十嵐隆 | 五十嵐隆 | 4:58 |
| 5.  | 「(You will) never dance tonight」 | 五十嵐隆 | 五十嵐隆 | 4:12 |
| 6.  | 「哀しき Shoegaze」                | 五十嵐隆 | 五十嵐隆 | 3:49 |
| 7.  | 「メビウスゲート」                 | 五十嵐隆 | 五十嵐隆 | 4:47 |
| 8.  | 「生きているよりマシさ」           | 五十嵐隆 | 五十嵐隆 | 5:14 |
| 9.  | 「理想的なスピードで」             | 五十嵐隆 | 五十嵐隆 | 5:02 |
| 10. | 「宇宙遊泳」                       | 五十嵐隆 | 五十嵐隆 | 4:00 |
| 11. | 「旅立ちの歌」                     | 五十嵐隆 | 五十嵐隆 | 3:59 |